# Aleksandr Kołosow
Aleksandr Aleksandrowicz Kołosow (ros. Александр Александрович Колосов; ur. 21 lipca?/2 sierpnia 1862 w Sumach, zm. 26 marca 1937) – rosyjski i radziecki histolog.

## Życiorys
Ukończył gimnazjum w Sumach ze złotym medalem, a następnie studiował na Wydziale Lekarskim na Uniwersytecie w Charkowie. W 1886 ukończył naukę i pozostał na uczelni jako asystent w Katedrze Histologii i Embriologii, trzy lata później przeniósł się na Uniwersytet Moskiewski, gdzie był asystentem na kierowanym przez Aleksandra Iwanowicza Babuchina Wydziale Histologii, Embriologii i Anatomii Porównawczej. W 1892 przedstawił doktorat na temat badań prowadzonych na nabłonku i uzyskał tytuł doktora nauk medycznych, następnie przez trzy lata pracował jako prosektor i adiunkt. W 1895 został przeniesiony na Cesarski Uniwersytet Warszawski, gdzie po Henryku Fryderyku Hoyerze objął stanowisko kierownika Katedry Histologii i Embriologii. W 1895 został mianowany profesorem nadzwyczajnym Wydziału Histologii Cesarskiego Uniwersytetu Warszawskiego, a w 1898 profesorem zwyczajnym. W 1915 podczas ewakuacji rosyjskiego personalu opuścił Warszawę i przeniósł się do Rostowa nad Donem, gdzie był profesorem na Wydziale Histologii i Embriologii na tamtejszym uniwersytecie.

## Dorobek naukowy
Opublikował szesnaście prac naukowych z dziedziny histologii,  główną uwagę skierował na badania nad strukturą nabłonka i tkanki mięśniowej. Stworzył bogatą kolekcję preparatów histologicznych oraz opracował model laboratoryjnej wanny parafinowej.